# عشق بین پری و شیطان
عشق بین پری و شیطان (انگلیسی: Love Between Fairy and Devil; چینی ساده: 苍兰诀) یک مجموعه تلویزیونی چینی بر پایه رمانی با همین نام اثر جیو لو فی شیانگ است. این مجموعه به کارگردانی یی ژنگ و چیان جینگ‌وو و با بازی یو شوشین و دیلان وانگ، در کنار شو های‌چیائو، گو شیائوتینگ و ژانگ لینگ‌هه است. این مجموعه از ۷ اوت تا ۲۲ سپتامبر ۲۰۲۲ از آی‌چی‌یی پخش شد.

## بازیگران

### اصلی
- یو شوشین در نقش ارکید / شیائو لان‌هوا / خدای زن شی‌یون
  - لی شی‌یوان جوانی شی‌یون
- دیلان وانگ در نقش دونگ‌فانگ چینگ‌کانگ

### مکمل
- شو های‌چیائو در نقش رونگ هائو
- گو شیائوتینگ در نقش چیدی نوزو
- ژانگ لینگ‌هه در نقش چانگ‌هنگ
- وانگ یویی در نقش دان‌یین